# Keklicek
Keklicek is een Turks dorp in het district Gemerek in de provincie Sivas. Bulhasan (in het noordwesten) en Eskiyurt (in het noordoosten) zijn de buurdorpen.